# Oskar Böhm
Oskar Böhm, slovenski veterinar, mikrobiolog, imunolog, epizootiolog in univerzitetni učitelj, * 19. januar 1921, Grahovo, † 19. september 2013, Ljubljana.
Bil je redni profesor Veterinarske fakultete v Ljubljani in zaslužni profesor Univerze v Ljubljani, razgledan v živinorejski stroki in strokovnjak praktik.

## Življenjepis
Njegov oče Oskar Robert Böhm (1883-1963), ki se je leta 1903 za časa Avstro-ogrske na povabilo Kranjske kmetijske družbe kot mlekar in sirar iz Kmetijskega učnega zavoda v Frydlantu u Čechah s Češke priselil v Slovenijo, je izučen tudi kot živinozdravilec zdravil živino po Notranjskem in bil spodbuda za njegovo odločitev za študij veterine. Leta 1939 je maturiral na Klasični gimnaziji v Ljubljani. Veterino je med letoma 1939 in 1941 študiral sprva na univerzi v Zagrebu. Ker je njegov domači kraj Cerknico med drugo svetovno vojno okupirala Italija, je bil prisiljen študij nadaljevati na univerzi v italijanski Bologni. Od 15. 9. 1943 je bil vpoklican v partizane in sicer  najprej v komando mesta Cerknica in nato v 1. udarno brigado Toneta Tomšiča XIV. divizije. Imel je položaj brigadnega veterinarskega referenta. Iz vojske ga je štab Tomšičeve brigade odpustil 10. 11. 1943 zaradi slabega vida edinega očesa, kar je 8. 7. 1946 kot priča pisno potrdil komandant brigade polkovnik Stanko Semič - Daki. Vrnil se je na študij in v Bologni diplomiral 20. julija 1944. Diplomo je z odliko nostrificiral leta 1952 na Veterinarskom fakultetu Sveučilišta u Zagrebu (broj 1347-1952). Pod mentorstvom Evgena Topolnika je na Veterinarski fakulteti v Zagrebu opravil doktorski študij o diagnostiki goveje bruceloze. Naslov doktorske disertacije iz leta 1962 je bil "Diagnostika bruceloze pri govedu, Prispevek k študiju specifičnosti seroloških reakcij in k serološki diagnostiki pri živalih, cepljenih z Buckovim deblom 19". Za doktorja znanosti iz mikrobiologije, imunologije in epizootiologije je promoviral 29. junija 1963.
Bil je oče petih otrok.   

### Zaposlitev
Od 20. 7. 1944 do 7. 10. 1944 je bil zaposlen v veterinarski ambulanti  Malega gospodarja GOZAR Zadruge rejcev pasemske perutnine, koz, kuncev, ovac in drugih malih živali v Ljubljani in hkrati delal kot prostovoljec na Veterinarskem bakteriološkem zavodu.  Od 15. 9. 1944 se je zaposlil v Pokrajinski upravi Ljubljana. V letih 1944-1945 je delal kot terenski veterinar v Šentjerneju ter v letih 1945-1946 v Mokronogu. Leta 1946 se je zaposlil na Državnem veterinarskem bakteriološkem zavodu, ki se je še istega leta preimenoval v Epizootiološki oddelek Veterinarskega znanstvenega zavoda Slovenije. Leta 1959 se je preimenoval v Veterinarski zavod Slovenije, kjer je bil zaposlen do 1971. Sprva je bil vodja ekip za zatiranje bruceloze, vodja serološkega laboratorija in načelnik oddelka za zdravstveno varstvo prašičev. Leta 1961 je napredoval v višjega strokovnega sodelavca in leta 1964 v višjega znanstvenega sodelavca ter leta 1969 v znanstvenega svetnika. Na Univerzi v Ljubljani je bil  zaposlen v obdobju od 1971 do upokojitve v letu 1991. Sprva na veterinarskem oddelku Fakultete za agronomijo, gozdarstvo in veterinarstvo kasneje na Biotehniški fakulteti in končno po letu 1990 na samostojni Veterinarski fakulteti. Na fakulteti je bil sprva zunanji predavatelj, nato v naprej habilitirani izredni profesor in po letu 1971 redni profesor. Od 1959 do 1991 oziroma dvaintrideset let je predaval ter izvajal vaje za predmet Bolezni in zdravstveno varstvo prašičev. Bil je raziskovalec in po prihodu na fakulteto predstojnik Inštituta za zdravstveno varstvo prašičev. Po letu 1969 je bil večkrat zapored organizator in mentor magisterskega podiplomskega študija na področjih zdravstvenega varstva in reprodukcije prašičev ter epizootiologije pri različnih vrstah živali. Sodeloval je na tečajih za seznanjanje terenskih veterinarjev z novostmi v veterinarski znanosti. 

## Delo
V obdobju od 1946 do 1959 je opravljal splošno imunološko in epizootiološko delo. Od 1946 do 1953 je bil vodja ekip za zatiranje bruceloze pri ovcah, kozah, kasneje tudi pri govedu in prašičih. Izkoreninjene so bile vse enzootije pri drobnici na južnem delu Slovenskega Primorja in Istre ter pri govedu na Tolminskem in v Zgornji Savski dolini in pri prašičih na družbenih prašičerejskih obratih. S sodelavci je tudi preučeval razširjenost mrzlice Q pri drobnici in afekciozne anemije pri konjih. Od leta 1956 do 1965 je študiral krvne skupine pri govedu in prašičih. S sodelavci je prvi v Jugoslaviji uvedel serološko ugotavljanje genskih markerjev. Na Inštitutu za zdravstveno varstvo prašičev, ki ga je vodil, so izvajali serološko diagnostiko bruceloze in maleusa. Sodelavci inštituta so sodelovali v fakultetnem bakteriološkem oziroma virološkem laboratoriju (predvsem enterobakterije in prašičji virusi). Skupaj s sodelovci je preučeval v laboratorijih in izolatorjih ter na velikih prašičerejskih posestvih najpomembnejše kužne in druge bolezni prašičev (npr. prašičja kuga, bolezni prebavil in dihal, sindrom mastitis, metritis, agalakcija, stresni sindrom, bolezni gibal itd.). Inštitut je spremljal tako razvoj prašičerejskih obratov kot zasebno kmečko rejo in postopoma s sistemom zdravstvenega varstva prašičev izkoreninil nevarne kužne bolezni na območju celotne republike.
Od leta 1972 do 2006 je bil član Terminološke komisije Veterinarske fakultete Univerze v Ljubljani, ki je v obdobju 1948-2006 v sodelovanju z Inštitutom za slovenski jezik Frana Ramovša pri Znanstvenoraziskovalnem centru Slovenske akademije znanosti in umetnosti (ZRC SAZU) pripravila Veterinarski terminološki slovar (2013). 

### Mednarodna dejavnost
Strokovno se je izpopolnjeval v Italiji, ZDA, Združenem kraljestvu, Nemčiji in na Danskem. Od 1963 je bil član Ameriške veterinarsko-medicinske zveze (American Veterinary Medical Association). Predsednik Mednarodnega društva veterinarjev, specialistov za prašiče (International Pig Veterinary Society, IPVS) je bil v letih 1976–1978 in bil zato kasneje njegov 5. častni predsednik. Član Mednarodnega društva za raziskovanje živalskih krvnih skupin (od 1988 Mednarodno društvo za živalsko genetiko - International Society for Animal Genetics, ISAG) je bil od 1962 do 1990. Konferenca društva je bila v Ljubljani leta 1962. Od 1984  do 1991 je bil zastopnik Jugoslovanske zveze veterinarjev in veterinarskih tehnikov v Mednarodni veterinarski akademiji za ukrepanje proti katastrofam, ki grozijo živalim (International Veterinary Academy on Disaster Medicine, 1979–1992).

## Nagrade in priznanja
- Red dela z zlatim vencem (orden rada sa zlatnim vencem), SFR Jugoslavija, za uspehe pri zatiranju bruceloze, z ukazom predsednika Socialistične federativne republike Jugoslavije Josipa Broza Tita št. 143 z dne 25. 11. 1966 leta ob petindvajsetletnici vstaje jugoslovanskih narodov za zasluge in dosežene uspehe pri delu, ki so pomembni za gospodarski, družbeni in kulturni razvoj države
- Priznanje in zahvala za dolgoletno požrtvovalno delo, Veterinarski zavod Slovenije ob petindvajsetletnici svoje ustanovitve in ob petinštiridesetletnici ustanovitve Državnega veterinarskega bakteriološkega zavoda v Ljubljani, 28. 12. 1971
- Priznanje III. skupa svinjogojaca Jugoslavije za izvanredan doprinos na unapređenju svinjogojstva Jugoslavije, Bled 1972
- Jesenkovo priznanje za uvajanje in razvijanje študija živalskih in krvnih skupin kot metode za nesporno določanje porekla goved in prašičev; za prispevanje k uspešnemu delu v selekciji živali; za odlično opravljeno mednarodno raziskovalno nalogo - tehten prispevek v zootehniki in bioloških znanostih - "Krvne skupine govejih pasem v Jugoslaviji", Pedagoško znanstveni svet in fakultetni svet Biotehniške fakultete Univerze v Ljubljani, 14. 3. 1974
- Certificate of Appreciation for their cooperation and technical capabilities brougth to bear in the successful completion of the Public Law 480 Research Project entitled "Study of blood groups in cattle breeds in Yugoslavia; testing the phylogenetic relationship within breeds, United States department of Agriculture, International Programs division, Agricultural Research Service, 17. 4. 1975
- Priznanje za aktivnost i zalaganje u organiziranju SVIND SYMPOSIUMA na Zagrebačkom velesajmu 1970-1980, Zagreb, 18. 4. 1980
- Plaketa predsednik International Pig Veterinary Society IPVS 1978, izdana na kongresu IPVS 30. 6. do 3. 7. 1980 v Copenhagnu, Danska
- Priznanje za izredno sodelovanje in prispevek pri razvoju Farme Ihan, ob 20.letnici Farme Ihan, SOZD Emona Ljubljana, DO Agroemona Domžale, TOZD Prašičereja Ihan, 6. 6. 1980
- Priznanje za prispevek k razvoju visokošolske temeljne organizacije združenega dela (VTOZD) za veterinarstvo v Ljubljani, Svet VTOZD za veterinarstvo Biotehniške fakultete ob 25. obletnici začetka delovanja VTOZD za veterinarstvo Biotehniške fakultete Univerze Edvarda Kardelja v Ljubljani, oktober 1981
- Priznanje za dolgoletno delo na področju zdravstvenega varstva prašičev, Odbor za prašičerejo Živinorejske poslovne skupnosti Slovenije, 1. 6. 1983
- Priznanje za izreden prispevek na področju zdravstvenega varstva prašičev, ob 25-letnici Farme Ihan, SOZD Emona Ljubljana, DO Agroemona Domžale, TOZD Prašičereja Ihan, 24. 11. 1983
- Priznanje za sodelovanje v veterinarski službi med NOB narodov in narodnosti Jugoslavije, Zveza društev veterinarjev in veterinarskih tehnikov SR Slovenije ob štiridesetletnici ustanovitve SNOS-a in njegovih služb, 23. 3. 1984
- Zlatna plaketa za izuzetan doprinos razvoju svinjarstva Jugoslavije i aktivno učešče u radu Stručnog odbora, povodom 20. godišnjice osnivanja i uspešnog rada Stručnog odbora za svinjarstvo pri Institutu za primenu nauke u poljoprivredi 1966-1986, Beograd, 4. 4. 1986
- Plaketa Sveta visokošolske temeljne organizacije združenega dela za veterinarstvo ob 30-letnici študija veterinarstva za pionirsko delo in prispevek pri uspešni uveljavitvi študija veterinarstva in veterinarskih znanosti ter za prispevek k razvoju Visokošolske temeljne organizacije za veterinarstvo, VDO Biotehniška fakulteta Univerze Edvarda Kardelja v Ljubljani, ob 60-letnici Veterinarskega bakteriološkega zavoda, ob 40-letnici Veterinarskega znanstvenega zavoda  Slovenije, 20. 11. 1986
- Priznanje za dolgoletni in uspešni delovni prispevek pri razvoju prašičereje na Kočevskem, Sloveniji in širši Jugoslaviji, ob 10-letnici uspešnega obratovanja Farme prašičev v Klinji vasi, SOZD Mercator KIT, SOZD Gozdarstvo - Kmetijstvo Kočevje, M - Kmetijsko gospodarstvo Kočevje, Klinja vas, 6. 10. 1987
- Plaketa v znak priznanja za prispevek k razvoju fakultete in njenih enot ob 40-letnici Biotehniške fakultete 1947-1987, Fakultetni svet Biotehniške fakultete Univerze Edvarda Kardelja v Ljubljani, 23. 10. 1987
- Priznanje za doprinos uspješnom organiziranju u povod 20. godišnjice održavanja priredbe SVIND SYMPOSIUM na Međunarodnom sajmu poljoprivrede i prehrane, Zagrebački Velesajam, 1990
- Priznanje  dr. Janeza Bleiweisa, Zveza društev veterinarjev in veterinarskih tehnikov Republike Slovenije, za izredne dosežke pri razvoju veterinarstva, 1992
- Priznanje za vztrajno in požrtvovalno delo in s tem pomemben prispevek k uveljavitvi in razvoju veterinarstva v Sloveniji, Prvi slovenski veterinarski kongres, Portorož, 18. do 20. 11. 1993
- Naziv zaslužni profesor, 1995, Univerza v Ljubljani, kot priznanje za zasluge pri razvoju izobraževanja in raziskovanja na Veterinarski fakulteti ter za izjemne uspehe na področju epizootiologije